# 良慶区
良慶区（りょうけい-く）は中華人民共和国広西チワン族自治区南寧市に位置する市轄区。

## 行政区画
- 街道:大沙田街道、玉洞街道
- 鎮:良慶鎮、那馬鎮、那陳鎮、大塘鎮、南暁鎮